# Amaro Macedo
Amaro Macedo (Campina Verde, 10 de mayo de 1914 − Ituiutaba, 27 de junio de 2014) fue el más conocido recolector de especies brasileñas del Cerrado del siglo XX. Vivía en Ituiutaba, Estado de Minas Gerais, Brasil. Comenzó con su colección en 1943 cuando fue maestro de Ciencias Naturales en el Instituto Marden, Ituiutaba. Recolectó mucho de su material vegetal en la vegetación del cerrado del Estado de Minas Gerais, Goiás, Maranhão y Pará. También recolectó en las regiones de Natividade, Porto Nacional, Filadelfia, en ese entonces parte del Estado de Goiás, hoy del Estado de Tocantins. Sus especímenes se guardan en varios herbarios en Brasil y de fuera. Entre 1943 a 2007 recolectó 6.008 especímenes, varias de ellas consideradas nuevas especies y dedicadas a él por famosos botánicos.

## Biografía
Amaro Macedo, hijo de Otavio Macedo, un granjero de Triângulo Mineiro en el Estado de Minas Gerais (MG), y de Maria da Gloria Chaves Macedo, y casado con Celia Duarte. La pareja tiene cuatro hijas: Regina, Marilia, Beatriz, Maria do Carmo.
Estudió su primaria en Ituiutaba y la secundaria en Campanhã, Minas Gerais. Luego es estudiante en la "Escuela Superior de Viçosa", hoy "Universidad Federal de Viçosa" - UFV, Minas Gerais, como técnico en agricultura. En 1935 se muda a Ituiutaba, MG, para enseñar primaria en el nuevo Instituto Marden. Pronto enseña matemática, ciencias y diseño técnico en la secundaria del mismo Instituto. Fue maestro de estadística en la "Escuela de Comercio" y responsable de la administración del Instituto Marden cuando su cuñado se va. En ese tiempo también fue responsable de las clases de matemática y ciencias en el Colegio Santa Tereza, una escuela católica atendida por monjas en Ituiutaba. Como maestro de Ciencias Naturales enseñaba los nombres científicos de las especies; aunque sus alumnos que eran hijos de granjeros de la región, estaban particularmente interesados en saber los latinazgos de las plantas que crecían en sus granjas. Entonces estudia esos temas y decide realizar clases a campo con sus estudiantes. Así se interesó en Botánica y en Ambiente.
Escribió a reconocidos botánicos en Brasil solicitándoles ayuda en cómo recolectar y preparar especímenes. En general fue un recolector solitario. Recolectó mucho de su material vegetal en el cerrado de los Estados de Minas Gerais, Goiás, Maranhão, Pará. También recolectó en las regiones de Natividade, Porto Nacional, Filadelfia, y al mismo tiempo en partes del Estado de Goiás, hoy del Estado de Tocantins. Su primer registro de espécimen fue recolectado el 3 de mayo de 1943 en Ituiutaba – Roupala tomentosa Pohl. Viajó por todas las regiones del cerrado, escribiendo diarios de sus expediciones en donde describe las plantas, el medio, los pueblos, las costumbres, la comida, el transporte, los ríos y todo lo demás. Al retirarse de la docencia, comenzó una nueva vida como granjero, y continuó recolectando vegetales. Un día colectando material en la granja se topa con una rama de Bauhinia bongardi Steud. que lo lastima y lo deja ciego de su ojo izquierdo. Pero sus días de colecta no cesarían. Hoy gasta buen tiempo a su granja (donde su hija Maria do Carmo, es ahora la gerenta), y con su espos Celia viven en el centro de Ituiutaba.

## Tributos
Posee una mención del British Museum de Historia natural por su obra en la flora brasileña.
En 1958 recibe la Medalla de Mérito Dom João VI, del Gobierno de Brasil por sus servicios en el Jardín Botánico de Río de Janeiro.

## Intercambios con reconocidos botánicos
Aprendió mucho del intercambio de correspondencia con botánicos brasileños, como
Joaquim Franco de Toledo, Oswaldo Handro, Frederico Carlos Hoehne, Graziela Maciel Barroso, Carlos de Toledo Rizzini, Alexandre Curt Brade, Guido Frederico João Pabst y más recientemente con Gil Martins Felippe, Lúcia Rossi, João Aguiar Nogueira Batista, para solo mencionar a algunos. También hizo frecuentes toques con botánicos fuera de Brasil, como Carlos M.D.E. Legrand, de Uruguay; Lorenzo R. Parodi y Arturo E. Burkart, de Argentina; Harold N. Moldenke, Richard Sumner Cowan, Robert E. Woodson Jr., Conrad V. Morton, Jason R. Swallen y Lyman B. Smith, de EE. UU.; Noel Y. Sandwith, de Inglaterra; Joseph V. Monachino, un italiano trabajando en EE. UU.; Erik Asplund, de Suecia.

## Especímenes vegetales
Los especímenes de sus colecciones se hallan en muchos herbarios de Brasil y del extranjero. Un ejemplo: en 1963 dona al herbario del Instituto de Botánica de São Paulo un total de 1.723 especímenes. De 1943 a 2007 recolecta 6.008 especímenes, varias de ellas consideradas nuevas especies y varias dedicadas a él por famosos botánicos.

## Nuevasespeciescolectadas por Macedo
Acanthaceae
- Amphiscopia grandis Rizzini
- Chaetothylax erenthemanthus Rizzini
- Chaetothylax tocantinus var longispicus Rizzini
- Hygrophila humistrata Rizzini
- Lophothecium paniculatum Rizzini
- Ruellia capitata Rizzini
- Ruellia rufipila Rizzini

Amaryllidaceae
- Amaryllis minasgerais Traub

Asclepiadaceae
- Ditassa maranhensis Fontella & C.Valente

Bignoniaceae
- Distictella dasytricha Sandwith

Bromeliaceae
- Bromelia interior L.B.Sm.

Compositae
- Gochnatia barrosii Cabrera
- Tricogonia atenuata G.M.Barroso

Connaraceae
- Rourea psammophila E.Forero

Gramineae
- Luziola divergens Swallen
- Olyra taquara Swallen
- Panicum pirineosense Swallen
- Paspalum crispulum Swallen
- Paspalum fessum Swallen
- Paspalum formosum Swallen
- Paspalum latipes Swallen
- Paspalum pallens Swallen
- Sporobolus hians van Schaack

Labiatae
- Hyptis argentea Epling & Mathias
- Salvia expansa Epling

Liliaceae
- Herreria latifolia Woodson

Melastomataceae
- Rhynchanthera philadelphensis Brade

Velloziaceae
- Vellozia hypoxoides L.B.Sm.

## Especies dedicadas a Amaro Macedo
Acanthaceae
- Sericographis macedoana Rizzini — Arch. Jard. Bot. Rio de Janeiro 8; 357, 1948

Aspidiaceae
- Polybotrya macedoi Brade — Bradea l: 24, 1969

Bromeliaceae
- Bromelia macedoi L.B.Sm. — Buli. Bromeliad Soe. 8: 12, 1958
- Dyckia macedoi L.B.Sm. — Arch. Bot. São Paulo n. ser. 2: 195, 1952

Compositae
- Mikania macedoi G.M.Barroso — Arch. Jard. Bot. Rio de Janeiro 16: 247, 1959
- Vernonia macedoi G.M.Barroso — Arch. Jard. Bot. Rio de Janeiro 13: 9, 1954
- Wedelia macedoi H.Rob. — Phytologia 55:396, 1984

Convolvulaceae
- Ipomoea macedoi Hoehne — Arq. Bot. Estado São Paulo n s. 2: 110, 1950

Dryopteridaceae
- Polybotrya macedoi Brade — Bradea l: 24, 1969

Gramineae
- Paspatum macedoi Swallen — Phytologia 14: 377, 1967

Lauraceae
- Aiouea macedoana Vattimo-Gil — Anais 15 Congr. Soc. Bot. Brasil 168, 1967

Leguminosae-Caesalpinioideae
- Cassia macedoi H.S.Irwin & Barneby — Mem. New York Bot. Gard, 30; 136,1978
- Chamaecrista macedoi (H.S.Irwin & Barneby) H.S.Irwin & Barneby — Mem. New York Bot. Gard. 35: 654,1982

Leguminosae-Mimosoideae
- Mimosa macedoana Burkart — Darwiniana 13: 389,1964

Leguminosae-Papilionoideae
- Arachis macedoi Krapov. & W.C.Greg. — Bonplandia (Corrientes) 8: 55, 1994
- Harpalyce macedoi R.S.Cowan — Brittonia 10: 31,1958

Malpighiaceae
- Banisteriopsis macedoana L.B.Sm. — J. Wash. Acad. Sci. 45: 198, 1955
- Stigmaphyllon macedoanum C. E. Anderson — Contr. Univ. Michigan Herb. 17: 10, 1990

Malvaceae
- Peltaea macedoi Krapov. & Cristobal —Kurtziana 2:196, 1965

Melastomataceae
- Macairea macedoi Brade — Arch. Jard. Bot. Rio de Janeiro 16: 31, 1959
- Microlicía amaroi Brade — Arch. Jard. Bot. Rio de Janeiro 16:29, 1959
- Microlicia macedoi L.B.Sm. & Wurdack — J. Wash. Acad. Sci. 45: 200, 1955
- Tococa macedoi Brade — Arch. Jard. Bot. Rio de Janeiro 16: 32, 1959

Myrtaceae
- Eugenia macedoi Mattos & D.Legrand — Loefgrenia 67: 24,1975
- Hexachlamys macedoi D.Legrand — Loefgrenia 55: l, 1972
- Marlierea macedoi D.Legrand —Bot. Mus.Hist. Nat. Montevideo, 3: 27, 1962
- Psidium macedoi Kausel — Lilloa 33: 108, 1971 (publ.1972)

Ochnaceae
- Luxemburgia macedoi Dwyer — J. Wash. Acad. Sci. 45: 198, 1955

Onagraceae
- Pelozia macedoi Krapov. & Cristóbal — Kurtziana 2: 196, 1965

Opiliaceae
- Agonandra macedoi Toledo — Arch. Bot. São Paulo n.s. 3:13, 1952

Orchidaceae
- Cyrtopodium macedoi J.A.N.Bat. & Bianch. — Novon l6: 17, 2006

Piperaceae
- Peperomia macedoana Yunck. — Bol. Inst. Bot. (São Paulo) 3:189, 1966
- Piper macedoi Yunck. — Boi. Inst. Bot. (São Paulo) 3: 51, 1966

Polypodiaceae
- Pecluma macedoi (Brade) M.Kessler &. A.R.Sm. — Candollea 60: 281, 2005
- Polypodium macedoi Brade — Arch. Jard. Bot. Rio de Janeiro 11: 30, 1951

Rubiaceae
- Galianthe macedoi E.L.Cabral — Bonplandia (Corrientes) 10:121, 2000

Rutaceae
- Teclea macedoi Exell & Mendonça — Garcia de Orta. Ser. Bot. l: 93, 1973
- Vepris macedoi (Exell &. Mendonça) W.Mziray —Symb. Bot. Upsal. 30: 73, 1992

Velloziaceae
- Vellozia macedonis Woodson— Ann. Missouri Bot. Gard. 37: 398, 1950

Verbenaceae
- Lippia macedoi Moldenke — Phytologia 6: 327, 1958
- Stachytarpheta macedoi Moldenke — Phytologia 3: 276, 1950

Viscaceae
- Phoradendron macedonis Rizzini — Rodriguesia 18-19: 163, 1956

- La abreviatura «A.Macedo» se emplea para indicar a Amaro Macedo como autoridad en la descripción y clasificación científica de los vegetales.[2]